# 24 luglio/Serenata ammartenata
24 luglio/Serenata ammartenata, pubblicato nel 1971, è un singolo del cantante italiano Mario Trevi.

## Storia
Il disco contiene due brani inediti di Mario Trevi. Il brano 24 luglio doveva essere presentato al Festival di Napoli 1971, in abbinamento con Pino Mauro, ma la manifestazione fu sospesa dalla Rai. Seppur non presentata al Festival, il disco presenta la didascalia 19º Festival della Canzone Napoletana, dato che molte copertine furono stampate nel periodo precedente all'inizio della manifestazione. Il brano Serenata ammartenata fu presentato da Trevi alla trasmissione Napoli ieri e oggi.

## Tracce
Lato A
- 24 luglio  (Moxedano-Sorrentino-Colucci-Cofra)

Lato B
- Serenata ammartenata (Frelotti-Moxedano-Colucci)

## Incisioni
Il singolo fu inciso su 45 giri, con marchio Presence (PLP 5031).
Direzione arrangiamenti: M° Tony Iglio.